# Hydrelia cingulata
Hydrelia cingulata là một loài bướm đêm trong họ Geometridae.